# Reciprocitetssatsen
Reciprocitetssatsen beskriver sambandet mellan den elektriska flödestätheten och de uppkomna elektromagnetiska fälten i enlighet med Maxwells ekvationer.

## Reciprocitetssatsen 1
Om en emk {\displaystyle e_{0}} ansluten till polparet hos en passiv tvåport ger kortslutningsströmmen {\displaystyle i_{k}} vid cd då kommer en emk {\displaystyle ''u_{2}''=e_{0}}, i stället ansluten till cd att ge en kortslutningsström vid ab, som är {\displaystyle i_{k}}
Bevis

För övre tvåporten är {\displaystyle u_{1}=e_{0}} 
och {\displaystyle u_{2}=0} och {\displaystyle i_{2}=i_{k}}
För undre tvåporten är {\displaystyle ''u_{1}''=0} och {\displaystyle ''u_{2}''=e_{0}}
Vi får {\displaystyle u_{1}''i_{1}''+''u_{2}''i_{2}=''u_{1}''i_{1}+u_{2}''i_{2}''}
Detta ger {\displaystyle e_{0}''i_{1}''=e_{0}i_{k}}
dvs: {\displaystyle ''i_{1}''=i_{k}}

## Reciprocitetssatsen 2
Om en ideal strömgenerator {\displaystyle i_{0}} ansluten till ab, ger en tomgångsspänning {\displaystyle u_{0}} vid cd, så ger en strömgenerator {\displaystyle i_{0}}, istället ansluten till cd, en tomgångsspänning {\displaystyle ''u_{1}''} vid ab, som är lika med {\displaystyle u_{0}}
Bevis

För övre tvåporten är {\displaystyle i_{1}=i_{0},i_{2}=0} och {\displaystyle u_{2}=u_{0}}
För undre tvåporten är {\displaystyle ''i_{2}''=i_{0},''i_{1}''=0}
som ovan erhålls direkt
{\displaystyle i_{0}''u_{1}''=i_{0}u_{2}} där {\displaystyle u_{2}=u_{0}} enligt texten
alltså blir {\displaystyle ''u_{1}''=u_{0}}

## Reciprocitetssatsen 3
En emk {\displaystyle e_{0}}, ansluten till ab hos en tvåport, ger vid cd en tomgångsspänning {\displaystyle u_{2}}. En strömgenerator {\displaystyle ''i_{2}''=i_{0}}, ansluten till cd, ger vid ab en kortslutningsström {\displaystyle ''i_{1}''}, då gäller:
{\displaystyle u_{2}/e_{0}=''i_{1}''/i_{0}}
Bevis

{\displaystyle u_{1}=e_{0},i_{2}=0,''u_{1}''=0} och {\displaystyle ''i_{2}''=i_{0}} ger
{\displaystyle e_{0}''i_{1}''=u_{2}i_{0}}
vilket skrivs om som
{\displaystyle u_{2}/e_{0}=''i_{1}''/i_{0}}